# 蒲郡市立形原小学校

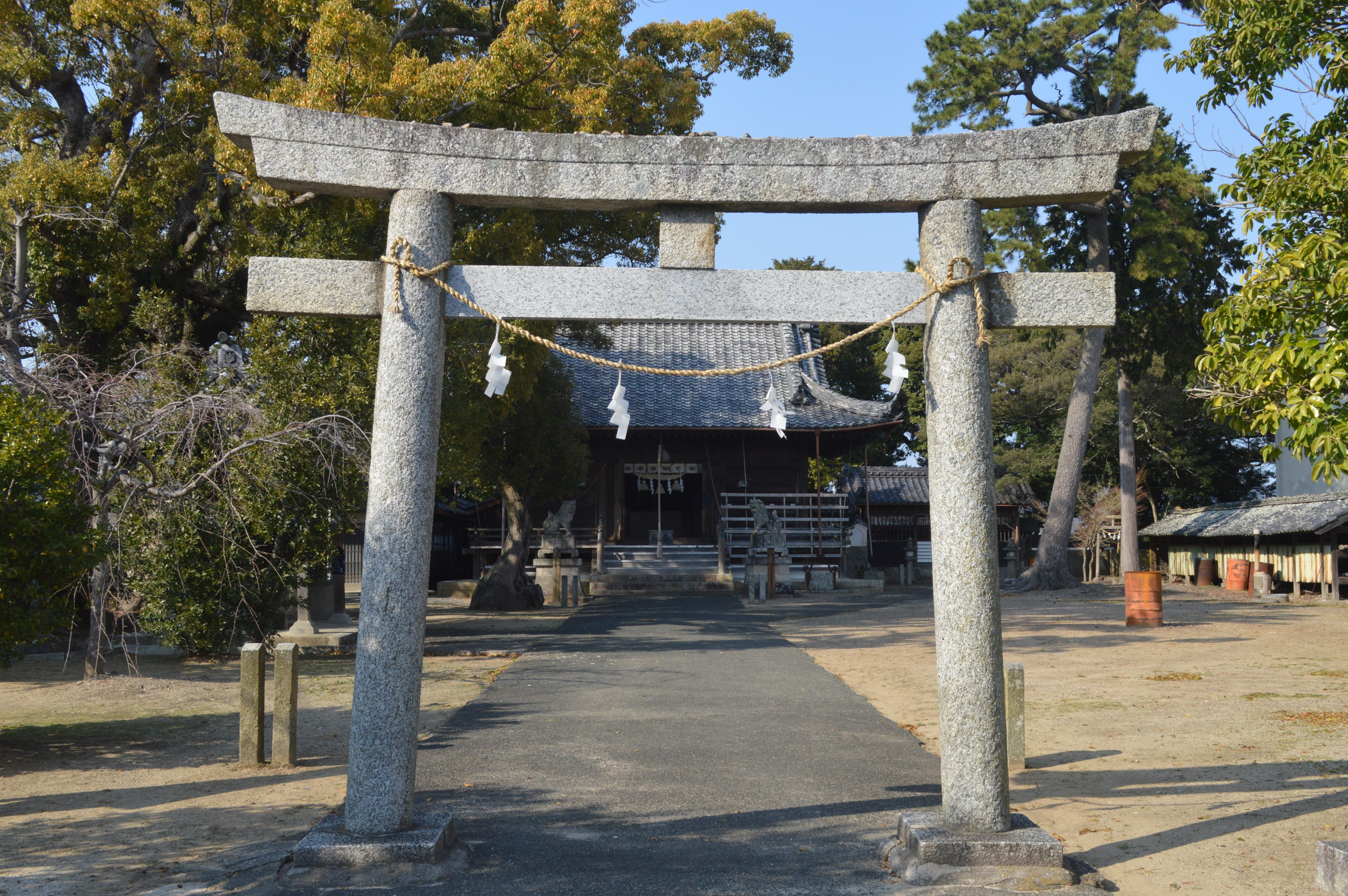
形原小学校の西側に隣接する御嶽神社の鳥居

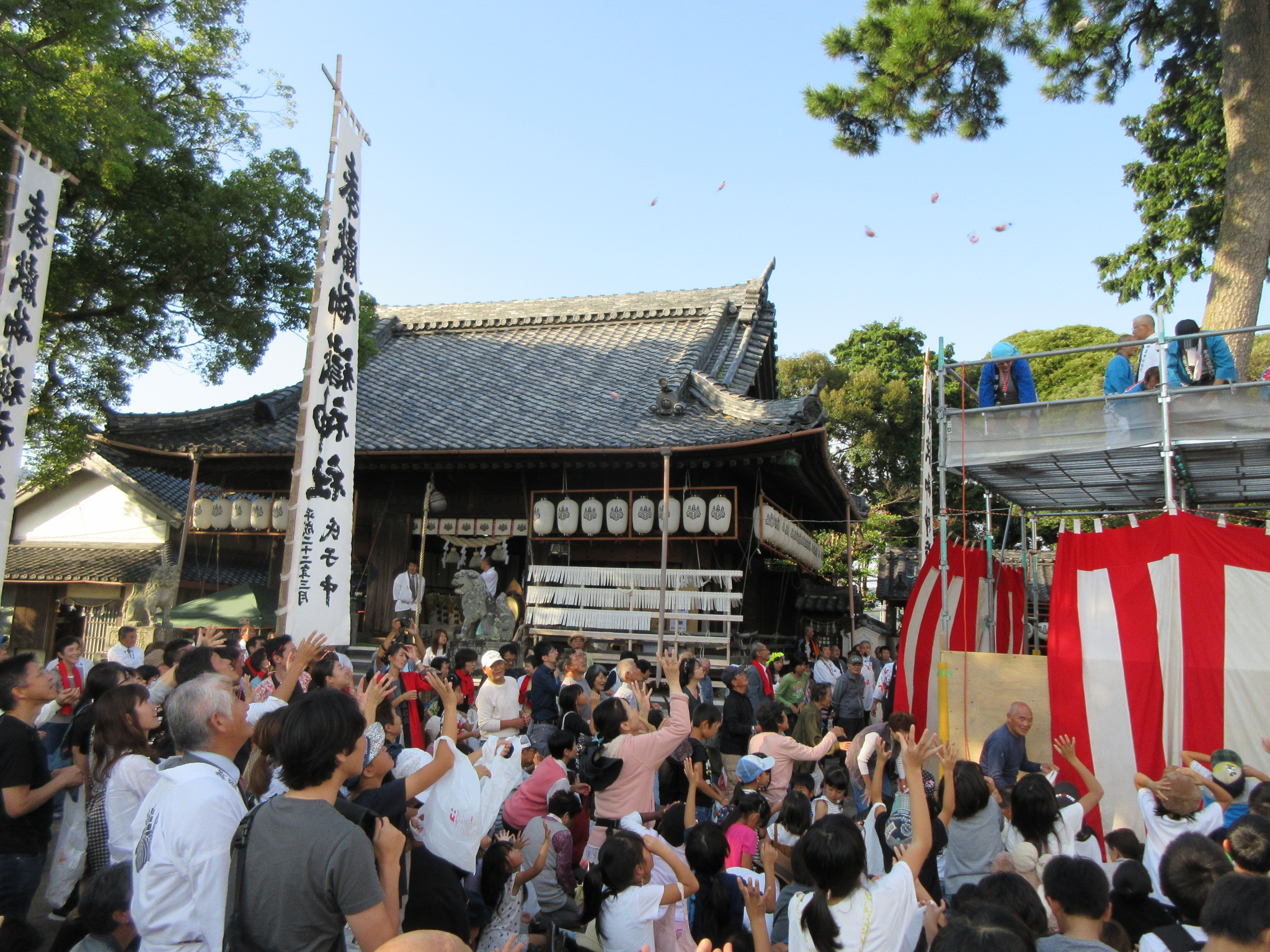
形原小学校の西側に隣接する御嶽神社

蒲郡市立形原小学校（がまごおりしりつ かたはらしょうがっこう）は、愛知県蒲郡市形原町御嶽にある公立小学校。
略称は「形小」（かたしょう）。校章は鳥居としめ縄を図案化したものである。
公立中学校に進学する場合は蒲郡市立形原中学校へ進学する。1965年度には児童数が1,459人、34学級となり特別教室をすべて普通教室に転用していた。

## 沿革
- 1872年（明治5年）7月25日 - 創立。
- 1902年（明治35年） - 校章が制定される。
- 1905年（明治38年） - 高等科が設置され、形原尋常高等小学校となる。
- 1967年（昭和42年）4月1日 - 児童増加のため「蒲郡市立形原北小学校」を設立し、蒲郡市初の学校分割を実施。
- 1968年（昭和43年）2月15日 - 鉄筋校舎が完成。
- 1970年（昭和45年） - 体育館竣工。
- 1971年（昭和46年）7月10日 - プール完成。
- 1972年（昭和47年）3月2日 - 創立100周年を記念し、校庭に日時計を設置。
- 1972年（昭和47年）3月13日 - 「希望の像」が完成。
- 2003年（平成15年）2月22日 - 「第9回学校学級新聞コンクール」（中日新聞社主催）で6年2組が発行している学級新聞「だるま」が小学校の部で「小学校優秀賞」を受賞。
- 2004年（平成16年）4月1日 - 2学期制を導入。

## 校訓
- たくましい体力　ゆたかなこころ　たしかな学力

## 学校行事
- 入学式
- 春の遠足
- 球技指導会
- 運動会
- 修学旅行（6年）
- 学芸会
- マラソン大会
- 競書会
- 卒業式

## 校区
- 蒲郡市形原町の一部（形原町のうち蒲郡市立形原北小学校への通学範囲を除いた部分の区域）および西尾市東幡豆町鹿川地区

## 交通
- 名鉄蒲郡線形原駅より徒歩

## 出身者
- 寺村信行 - 国税庁長官
- 伊藤寛士 - 社会人野球選手
- 伊藤康祐 - 元プロ野球選手